# Craspedida
Ordre
Familles de rang inférieur
- Codonosigidae
- Salpingoecidae

Les Craspedida sont un ordre de choanoflagellés. Le taxon comporte deux familles.